# Kent Cup
Der Kent Cup war ein in Peking ausgetragenes und jeweils von Kent gesponsertes Turnier, das vier Mal als Teil der Profitour fungierte. Während das Turnier in den Saisons 1986/87 und 1987/88 als Turnier mit großer Profibeteilung im Beijing Indoor Stadium ausgetragen wurde, fand es im Rahmen der Saison 1989/90 ohne Profibeteiligung im Yuetan Gymnasium sowie im Rahmen der  Saison 1990/91 ebenfalls ohne Profibeteiligung im Yuetan Stadium statt. Jede der vier Ausgaben wurde von einem anderen Spieler gewonnen, so siegte zuerst Willie Thorne gefolgt von John Parrott, bevor Marcus Campbell und Joe Swail die nächsten beiden Ausgaben gewannen. Bereits während der ersten Turnierausgabe spielte Neal Foulds mit einem 134er-Break das höchste Break der Turniergeschichte.

## Geschichte
Die erste Ausgabe des Turnieres fand als Einladungsturnier – im Rahmen der Saison 1986/87 – Anfang März 1987 im Beijing Indoor Stadium statt. Es nahmen insgesamt acht Profispieler teil, die allesamt bei Matchroom Sport unter Vertrag standen. Insgesamt gab es ein Preisgeld von 30.000 Pfund Sterling zu gewinnen, die vollständig an den Sieger ausgezahlt wurden. Das Turnier gewann in einem rein englischen Finale Willie Thorne mit einem 5:2-Sieg über Jimmy White, während deren Landsmann Neal Foulds mit einem 134er-Break das höchste Break der Ausgabe und zugleich der Turniergeschichte spielte.
In der nächsten Saison wurde die Austragung des Turnieres einen Monat nach hinten verlegt und das Turnier nun als „Non-ranking-Turnier“ bezeichnet. Zudem wurde das Teilnehmerfeld um acht aus China beziehungsweise Hongkong stammende Amateurspieler ergänzt, die in der ersten Runde gegen je einen der acht Profispieler spielten. Mit John Parrott und Martin Clark erreichten erneut zwei Engländer das Finale, in dem sich der spätere Weltmeister Parrott mit 5:1 durchsetzen konnte und damit gut 30 % des insgesamt 115.000 Pfund umfassenden Preisgeldtopfes gewann. Zudem spielte er mit einem 107er-Break das einzige Century Break des Turnieres, konnte damit aber nicht Foulds’ Vorjahresrekord überbieten.
In den nächsten Jahren fand das Turnier wieder als Einladungsturnier regelmäßig, aber ohne Profibeteiligung statt. Die Ausgaben der Jahre 1990 und 1991 waren dennoch Teil der Profitour. Während die erstere der beiden Ausgaben als Teil der Saison 1989/90 Mitte März 1990 im Yuetan Gymnasium von Peking ausgetragen wurde, fand die letztere Ausgabe im Rahmen der folgenden Saison im Yuetan Stadium statt. Bei der ersten Ausgabe sind nur die Ergebnisse ab dem Halbfinale überliefert, wobei mit Marcus Campbell und Tom Finstad ein Schotte und ein Kanadier das Endspiel bestritten. Campbell setzte sich mit 4:1 durch und sicherte sich damit gut die Hälfte des aus 9.760 £ bestehenden Preisgeldes. Bei der Ausgabe des Jahres 1991 nahmen zehn Amateure aus Europa und Asien am Turnier teil und begannen dieses mit einer Gruppenphase, deren vier beste Spieler ins Halbfinale einzogen. Marcus Campbell erreichte erneut das Finale, verlor dieses aber mit 0:5 gegen den Nordiren Joe Swail.

## Sieger
| Jahr                                          | Austragungsort                              | Sieger                                      | Ergebnis                                    | Finalist                                    | Sponsor                                     | Saison                                      |
| Kent Cup – Status eines Einladungsturnieres   | Kent Cup – Status eines Einladungsturnieres | Kent Cup – Status eines Einladungsturnieres | Kent Cup – Status eines Einladungsturnieres | Kent Cup – Status eines Einladungsturnieres | Kent Cup – Status eines Einladungsturnieres | Kent Cup – Status eines Einladungsturnieres |
| --------------------------------------------- | ------------------------------------------- | ------------------------------------------- | ------------------------------------------- | ------------------------------------------- | ------------------------------------------- | ------------------------------------------- |
| 1987                                          | Peking – Beijing Indoor Stadium             | Willie Thorne                               | 5:2                                         | Jimmy White                                 | Kent                                        | 1986/87                                     |
| Kent Cup – Status eines Non-ranking-Turnieres |                                             |                                             |                                             |                                             |                                             |                                             |
| 1988                                          | Peking – Beijing Indoor Stadium             | John Parrott                                | 5:1                                         | Martin Clark                                | Kent                                        | 1987/88                                     |
| Kent Cup – Status eines Einladungsturnieres   |                                             |                                             |                                             |                                             |                                             |                                             |
| 1990                                          | Peking – Yuetan Gymnasium                   | Marcus Campbell                             | 4:1                                         | Tom Finstad                                 | Kent                                        | 1989/90                                     |
| 1991                                          | Peking – Yuetan Stadium                     | Joe Swail                                   | 5:0                                         | Marcus Campbell                             | Kent                                        | 1990/91                                     |